# Lotfi Mansouri
Loftollah "Lofti" Mansouri (15 de Junho de 1929) é um produtor e diretor de ópera iraniano. Ele ficou conhecido por ser o diretor da Companhia Nacional de Ópera do Canadá e da Ópera de São Francisco de 1988 até 2001. Em 1992 ele tornou-se Chevalier da Ordre des Arts et des Lettres da França, e escreveu sua biografia em 1998.

## Biografia
Ele nasceu no Irã, filho de Hassan e Mehri Mansouri. Casou-se com Marjorie Thompson dia 18 de setembro de 1954 e tiveram uma filha, Shireen Melinda.
Mansouri estudou psicologia na Universidade da Califórnia e foi assistente de professor na universidade de 1957 até 1960. Começou sua carreira como diretor com a produção Così fan tutte de Wolfgang Amadeus Mozart na Los Angeles City College e fez muitos musicais na Marymount College.
De 1960 até 1966 trabalhou como diretor na Ópera de Zurique. Em seu primeiro ano lá ele dirigiu novas produções de Amahl and the Night Visitors, La Traviata, Don Pasquale e Samson et Dalila. De 1966 até 1976 trabalhou como diretor de set da Ópera de Gênova. Nesse período ele trabalhou em inúmeras casas de óperas estadunidenses, como Metropolitan Opera e outras companhias menores.
Produziu também alguns filmes, como La Fille du Régiment em 1974 e L'Africine em 1988.

### Companhia Nacional de Ópera do Canadá
De 1971 até 1988 ele trabalhou como diretor geral da Companhia Nacional de Ópera do Canadá, em Toronto, onde fez uma coisa inovadora: colocar libretos eletrônicos nas óperas.

### Ópera de São Francisco
Em 1988 ele se tornou o quarto diretor geral da Ópera de São Francisco, substituindo Terence A. McEwen.
Apresentou sua demissão no fim da temporada de 2001.